# Bezděkov (Bor)
Bezděkov (německy Wesigau) je malá vesnice, část města Bor v okrese Tachov v Plzeňském kraji. Nachází se asi 7,5 kilometru severně od Boru. Bezděkov leží v katastrálním území Bezděkov u Damnova o rozloze 4,82 km².

## Historie
První písemná zmínka o vesnici pochází z roku 1433.

## Obyvatelstvo
| Rok            | 1869 | 1880 | 1890 | 1900 | 1910 | 1921 | 1930 | 1950 | 1961 | 1970 | 1980 | 1991 | 2001 | 2011 | 2021 |
| -------------- | ---- | ---- | ---- | ---- | ---- | ---- | ---- | ---- | ---- | ---- | ---- | ---- | ---- | ---- | ---- |
| Počet obyvatel | 98   | 108  | 105  | 94   | 101  | 99   | 91   | 48   | 36   | 47   | 37   | 17   | 15   | 23   | 11   |
| Počet domů     | 16   | 17   | 18   | 19   | 18   | 18   | 19   | 16   | 16   | 9    | 8    | 7    | 7    | 8    | 9    |

## Obecní správa
Při sčítání lidu v letech 1850–1879 Bezděkov byl osadou obce Damnov v okrese Planá. V letech 1880–1960 byl samostatnou obcí, se kterým patřil nejprve do okresu Planá, ale od roku 1950 v okrese Tachov. V letech 1961–1979 byl opět částí obce Damnov v okrese Tachov. Od 1. ledna 1980 je částí města Bor v okrese Tachov. V letech 1950–1960 k obci patřily Lhota a Velká Ves.

## Pamětihodnosti
- Krucifix[8]